# Wohn- und Wirtschaftsgebäude Riesstraße 42
Das Wohn- und Wirtschaftsgebäude Riesstraße 42 mitten im Ortskern in der niedersächsischen Gemeinde Ritterhude stammt aus der Mitte des 19. Jahrhunderts. Aktuell (2025) wird es auch von der Sparkasse Rotenburg Osterholz, Geschäftsstelle Ritterhude, genutzt.
Das Gebäude steht unter Denkmalschutz (siehe auch Liste der Baudenkmale in Ritterhude).

## Geschichte und Beschreibung
1182 wurde Hude erstmals in einer Urkunde des Klosters Osterholz erwähnt. Nach dem Ritter von Hude wurde der Ort später benannt.
Das eingeschossige giebelständige große Gebäude als Zweiständer-Hallenhaus in gleichmäßigem Fachwerk mit Steinausfachungen und reetgedecktem Krüppelwalmdach mit Gauben, Uhlenloch und Grooter Door mit Korbbogen wurde 1857 für Hinrich Plump und Catharina (Inschrift) gebaut.
Das Landesdenkmalamt befand u. a.: „… regionstypisches giebelständiges Hallenhaus in Zweiständerkonstruktion …“